# FA Cup 1885/86
Der FA Cup 1885/86 war die 15. Austragung des The Football Association Challenge Cup (meist als FA Cup bekannt). Die Pokalsaison begann mit 130 Vereinen, wurde letztlich jedoch nur von 124 Vereinen real ausgespielt.
Der Pokalwettbewerb startete am 10. Oktober 1885 mit der ersten Runde und endete mit den beiden Finalspielen im Kennington Oval in London am 3. April 1886 und 10. April 1886 im Racecourse Ground in Derby vor Kulissen von etwa 17.000 bzw. 12.000 Zuschauern. Sieger des Wettbewerbs wurden zum dritten Mal die Blackburn Rovers. Unterlegener Finalist war West Bromwich Albion.

## Wettbewerb

### Erste Runde
| Datum             |                         | Ergebnis |                         |
| ----------------- | ----------------------- | -------- | ----------------------- |
| 10. Oktober 1885  | Astley Bridge           | 3:2      | Southport Central       |
| 17. Oktober 1885  | FC Accrington           | 5:4      | FC Witton               |
| 17. Oktober 1885  | Bolton Wanderers        | 6:0      | FC Eagley               |
| 17. Oktober 1885  | Darwen Old Wanderers    | 11:00    | FC Burnley              |
| 17. Oktober 1885  | Higher Walton           | 3:4      | FC South Shore          |
| 17. Oktober 1885  | Lincoln Lindum          | 4:0      | Grimsby District        |
| 17. Oktober 1885  | Stafford Road           | 7:0      | Matlock Town            |
| 17. Oktober 1885  | Third Lanark            | 4:2      | Blackburn Park Road     |
| 17. Oktober 1885  | Walsall Town            | 0:5      | Aston Villa             |
| 19. Oktober 1885  | Sheffield Heeley        | 2:1      | Eckington Works         |
| 24. Oktober 1885  | FC Bollington           | 0:5      | FC Oswestry             |
| 24. Oktober 1885  | Burslem Port Vale       | 3:0      | FC Chirk                |
| 24. Oktober 1885  | FC Clitheroe            | 0:2      | Blackburn Rovers        |
| 24. Oktober 1885  | Gainsborough Trinity    | 4:1      | Grantham Town           |
| 24. Oktober 1885  | Hartford St. John’s     | 1:3      | FC Newtown              |
| 24. Oktober 1885  | FC Hendon               | 0:4      | FC Clapton              |
| 24. Oktober 1885  | Notts County            | 15:00    | Rotherham Town          |
| 24. Oktober 1885  | FC Redcar               | 3:0      | AFC Sunderland          |
| 24. Oktober 1885  | FC Rossendale           | 6:2      | Clitheroe Low Moor      |
| 24. Oktober 1885  | Upton Park FC           | 4:2      | United London Swifts    |
| 31. Oktober 1885  | Barnes FC               | 1:7      | Lancing Old Boys        |
| 31. Oktober 1885  | Blackburn Olympic       | [1]4:2   | FC Church               |
| 31. Oktober 1885  | FC Brentwood            | 3:0      | FC Maidenhead           |
| 31. Oktober 1885  | FC Chatham              | 0:2      | Old Carthusians         |
| 31. Oktober 1885  | Clapham Rovers          | 12:00    | 1st Surrey Rifles FC    |
| 31. Oktober 1885  | FC Darwen               | 2:2      | Derby Junction          |
| 31. Oktober 1885  | FC Davenham             | 2:1      | Goldenhill              |
| 31. Oktober 1885  | Derby County            | 3:0      | Mitchell’s St. George’s |
| 31. Oktober 1885  | Derby Midland           | 2:1      | Birmingham Excelsior    |
| 31. Oktober 1885  | FC Dulwich              | 1:2      | FC South Reading        |
| 31. Oktober 1885  | FC Halliwell            | 2:1      | Fishwick Ramblers       |
| 31. Oktober 1885  | Hanover United          | 1:1      | FC Romford              |
| 31. Oktober 1885  | FC Hurst                | [1]2:1   | FC Bradshaw             |
| 31. Oktober 1885  | FC Leek                 | 6:3      | Wrexham Olympic         |
| 31. Oktober 1885  | Lincoln City            | 0:2      | Grimsby Town            |
| 31. Oktober 1885  | Lockwood Brothers       | 2:2      | Notts Rangers           |
| 31. Oktober 1885  | Long Eaton Rangers      | 2:0      | The Wednesday           |
| 31. Oktober 1885  | Luton Wanderers         | 3:2      | FC Chesham              |
| 31. Oktober 1885  | Macclesfield Town       | 4:1      | Northwich Victoria      |
| 31. Oktober 1885  | FC Marlow               | 3:0      | Luton Town              |
| 31. Oktober 1885  | FC Newark               | 0:3      | FC Sheffield            |
| 31. Oktober 1885  | Nottingham Forest       | 6:2      | Mellors Limited         |
| 31. Oktober 1885  | Notts Wanderers         | 2:2      | Notts Olympic           |
| 31. Oktober 1885  | Old Brightonians        | 2:1      | FC Acton                |
| 31. Oktober 1885  | Old Westminsters        | 3:1      | FC Hotspur              |
| 31. Oktober 1885  | Old Wykehamists         | 5:0      | FC Uxbridge             |
| 31. Oktober 1885  | Oswaldtwistle Rovers    | 3:1      | Lower Darwen            |
| 31. Oktober 1885  | FC Queen’s Park         | 5:1      | Partick Thistle         |
| 31. Oktober 1885  | FC Rochester            | 6:1      | FC Reading              |
| 31. Oktober 1885  | Royal Engineers AFC     | 1:5      | Old Foresters FC        |
| 31. Oktober 1885  | Small Heath Alliance    | 9:2      | Burton Wanderers        |
| 31. Oktober 1885  | Stafford Rangers        | 1:4      | FC Druids               |
| 31. Oktober 1885  | FC Staveley             | 1:1      | Mexborough              |
| 31. Oktober 1885  | FC Stoke                | 2:2      | Crewe Alexandra         |
| 31. Oktober 1885  | FC Swifts               | 7:1      | Casuals FC              |
| 31. Oktober 1885  | Wednesbury Old Athletic | 5:1      | Burton Swifts           |
| 31. Oktober 1885  | West Bromwich Albion    | 4:1      | Aston Unity             |
| 31. Oktober 1885  | Wolverhampton Wanderers | 7:0      | Derby St. Luke’s        |
| nicht ausgetragen | FC Middlesbrough        |          | FC Horncastle           |
| nicht ausgetragen | Old Etonians            |          | Bournemouth Rovers      |
| nicht ausgetragen | Old Harrovians FC       |          | FC St. James            |
| nicht ausgetragen | FC Padiham              |          | Heart of Midlothian     |
| nicht ausgetragen | Preston North End       |          | FC Great Lever          |
| nicht ausgetragen | FC Rawtenstall          |          | Glasgow Rangers         |
| Freilos           | Walsall Swits           |          |                         |
| Freilos           | FC Darlington           |          |                         |

#### Wiederholungsspiele
| Datum             |                 | Ergebnis |                   |
| ----------------- | --------------- | -------- | ----------------- |
| 4. November 1885  | FC Bradshaw     | 1:1      | FC Hurst          |
| 4. November 1885  | FC Church       | 2:2      | Blackburn Olympic |
| 7. November 1885  | Crewe Alexandra | 1:0      | FC Stoke          |
| 7. November 1885  | FC Darwen       | 4:0      | Derby Junction    |
| 7. November 1885  | Notts Olympic   | 4:1      | Notts Wanderers   |
| 7. November 1885  | Notts Rangers   | 4:0      | Lockwood Brothers |
| 7. November 1885  | FC Romford      | 3:0      | Hanover United    |
| 9. November 1885  | FC Church       | 3:1      | Blackburn Olympic |
| 9. November 1885  | FC Hurst        | 3:2      | FC Bradshaw       |
| nicht ausgetragen | FC Staveley     |          | FC Mexborough     |

### Zweite Runde
| Datum             |                         | Ergebnis |                         |
| ----------------- | ----------------------- | -------- | ----------------------- |
| 14. November 1885 | FC Brentwood            | 6:1      | Lancing Old Boys        |
| 14. November 1885 | Derby County            | 2:0      | Aston Villa             |
| 14. November 1885 | Small Heath Alliance    | 3:1      | FC Darwen               |
| 18. November 1885 | FC Hurst                | [1]3:1   | FC Halliwell            |
| 18. November 1885 | Preston North End       | 11:30    | Astley Bridge           |
| 21. November 1885 | Blackburn Rovers        | 1:0      | Oswaldtwistle Rovers    |
| 21. November 1885 | Darwen Old Wanderers    | 2:1      | FC Accrington           |
| 21. November 1885 | FC Davenham             | 8:1      | Macclesfield Town       |
| 21. November 1885 | Derby Midland           | 1:3      | Walsall Swifts          |
| 21. November 1885 | FC Druids               | 2:2      | Burslem Port Vale       |
| 21. November 1885 | Gainsborough Trinity    | 1:2      | FC Middlesbrough        |
| 21. November 1885 | Grimsby Town            | 8:0      | FC Darlington           |
| 21. November 1885 | Long Eaton Rangers      | 1:4      | FC Staveley             |
| 21. November 1885 | FC Marlow               | 6:1      | Old Etonians            |
| 21. November 1885 | Nottingham Forest       | 4:1      | Notts Olympic           |
| 21. November 1885 | Notts County            | 8:0      | FC Sheffield            |
| 21. November 1885 | Old Carthusians         | 6:0      | Upton Park FC           |
| 21. November 1885 | Old Harrovians FC       | 2:1      | Old Foresters FC        |
| 21. November 1885 | Old Westminsters        | 3:0      | Old Brightonians        |
| 21. November 1885 | Old Wykehamists         | 10:00    | Luton Wanderers         |
| 21. November 1885 | Oswestry                | 1:1      | Crewe Alexandra         |
| 21. November 1885 | FC Rawtenstall          | [1]3:3   | Bolton Wanderers        |
| 21. November 1885 | FC Redcar               | 2:0      | Lincoln Lindum          |
| 21. November 1885 | FC Rossendale           | 9:1      | FC Padiham              |
| 21. November 1885 | Sheffield Heeley        | 1:6      | Notts Rangers           |
| 21. November 1885 | FC South Reading        | 1:1      | FC Clapton              |
| 21. November 1885 | FC Swifts               | 5:1      | FC Rochester            |
| 21. November 1885 | West Bromwich Albion    | 3:2      | Wednesbury Old Athletic |
| 21. November 1885 | Wolverhampton Wanderers | 4:2      | Stafford Road           |
| nicht ausgetragen | FC Church               |          | Third Lanark            |
| nicht ausgetragen | FC Leek                 |          | FC Newtown              |
| nicht ausgetragen | FC South Shore          |          | FC Queen’s Park         |
| Freilos           | Clapham Rovers          |          |                         |
| Freilos           | FC Romford              |          |                         |

#### Wiederholungsspiele
| Datum             |                   | Ergebnis |             |
| ----------------- | ----------------- | -------- | ----------- |
| 28. November 1885 | Burslem Port Vale | 5:1      | FC Druids   |
| nicht ausgetragen | Crewe Alexandra   |          | FC Oswestry |
| nicht ausgetragen | FC Halliwell      |          | FC Hurst    |
| nicht ausgetragen | FC South Reading  |          | FC Clapton  |

### Dritte Runde
| Datum             |                         | Ergebnis |                      |
| ----------------- | ----------------------- | -------- | -------------------- |
| 5. Dezember 1885  | Blackburn Rovers        | 6:1      | Darwen Old Wanderers |
| 12. Dezember 1885 | Bolton Wanderers        | [1]2:3   | Preston North End    |
| 12. Dezember 1885 | FC Church               | 5:1      | FC Rossendale        |
| 12. Dezember 1885 | FC Davenham             | 2:1      | Crewe Alexandra      |
| 12. Dezember 1885 | Notts County            | 3:0      | Notts Rangers        |
| 12. Dezember 1885 | Old Westminsters        | 5:1      | FC Romford           |
| 12. Dezember 1885 | Small Heath Alliance    | 4:2      | Derby County         |
| 12. Dezember 1885 | FC Staveley             | 2:1      | Nottingham Forest    |
| 12. Dezember 1885 | Wolverhampton Wanderers | 2:1      | Walsall Swifts       |
| 19. Dezember 1885 | FC Halliwell            | 1:6      | FC South Shore       |
| 19. Dezember 1885 | FC Leek                 | [1]2:3   | Burslem Port Vale    |
| 19. Dezember 1885 | FC Middlesbrough        | 2:1      | Grimsby Town         |
| nicht ausgetragen | FC Marlow               | [ 4 ]    | Old Wykehamists      |
| nicht ausgetragen | FC South Reading        |          | Clapham Rovers       |
| nicht ausgetragen | FC Swifts               |          | Old Harrovians FC    |
| Freilos           | FC Brentwood            |          |                      |
| Freilos           | Old Carthusians         |          |                      |
| Freilos           | FC Redcar               |          |                      |
| Freilos           | West Bromwich Albion    |          |                      |

#### Wiederholungsspiel
| Datum             |                   | Ergebnis |         |
| ----------------- | ----------------- | -------- | ------- |
| nicht ausgetragen | Burslem Port Vale |          | FC Leek |

### Vierte Runde
| Datum          |                      | Ergebnis |                         |
| -------------- | -------------------- | -------- | ----------------------- |
| 2. Januar 1886 | FC South Reading     | 0:3      | FC Brentwood            |
| 2. Januar 1886 | West Bromwich Albion | 3:1      | Wolverhampton Wanderers |
| Freilos        | Blackburn Rovers     |          |                         |
| Freilos        | Bolton Wanderers     |          |                         |
| Freilos        | Burslem Port Vale    |          |                         |
| Freilos        | FC Church            |          |                         |
| Freilos        | FC Davenham          |          |                         |
| Freilos        | FC Middlesbrough     |          |                         |
| Freilos        | Notts County         |          |                         |
| Freilos        | Old Carthusians      |          |                         |
| Freilos        | Old Westminsters     |          |                         |
| Freilos        | FC Redcar            |          |                         |
| Freilos        | Small Heath Alliance |          |                         |
| Freilos        | FC South Shore       |          |                         |
| Freilos        | FC Staveley          |          |                         |
| Freilos        | FC Swifts            |          |                         |

### Fünfte Runde
| Datum             |                      | Ergebnis |                      |
| ----------------- | -------------------- | -------- | -------------------- |
| 16. Januar 1886   | Burslem Port Vale    | [1]2:1   | FC Brentwood         |
| 16. Januar 1886   | FC Church            | 2:6      | FC Swifts            |
| 16. Januar 1886   | FC Davenham          | 1:2      | Small Heath Alliance |
| 23. Januar 1886   | Blackburn Rovers     | 7:1      | FC Staveley          |
| 23. Januar 1886   | FC Redcar            | 2:1      | Middlesbrough        |
| 23. Januar 1886   | FC South Shore       | 2:1      | Notts County         |
| 23. Januar 1886   | West Bromwich Albion | 1:0      | Old Carthusians      |
| nicht ausgetragen | Old Westminsters     |          | Bolton Wanderers     |

#### Wiederholungsspiele
| Datum             |              | Ergebnis |                   |
| ----------------- | ------------ | -------- | ----------------- |
| 30. Januar 1886   | FC Brentwood | 4:4      | Burslem Port Vale |
| nicht ausgetragen | FC Brentwood |          | Burslem Port Vale |

### Sechste Runde
| Datum            |                      | Ergebnis |                  |
| ---------------- | -------------------- | -------- | ---------------- |
| 27. Februar 1886 | FC Brentwood         | 1:3      | Blackburn Rovers |
| 13. Februar 1886 | Small Heath Alliance | 2:0      | FC Redcar        |
| 13. Februar 1886 | FC South Shore       | 1:2      | FC Swifts        |
| 13. Februar 1886 | West Bromwich Albion | 6:0      | Old Westminsters |

### Halbfinale
Die ersten beiden Spiele wurden am 6. März 1886 und 13. März 1886 ausgetragen.
|                      | Ergebnis |                      | Ort        |
| -------------------- | -------- | -------------------- | ---------- |
| Small Heath Alliance | 0:4      | West Bromwich Albion | Birmingham |
| Blackburn Rovers     | 2:1      | FC Swifts            | Derby      |

### Finale
| Blackburn Rovers                                   | Blackburn Rovers | West Bromwich Albion | West Bromwich Albion |
| -------------------------------------------------- | --- | --- | -------------------- |
| Blackburn Rovers                                   | \| Finale \| \| Samstag, 3. April 1886 in London (Kennington Oval) \| \| Ergebnis: 0:0 \| \| Zuschauer: 17.000 \| \| Schiedsrichter: Major Francis Marindin \| \| Spielbericht \|                | \| Finale \| \| Samstag, 3. April 1886 in London (Kennington Oval) \| \| Ergebnis: 0:0 \| \| Zuschauer: 17.000 \| \| Schiedsrichter: Major Francis Marindin \| \| Spielbericht \| | West Bromwich Albion |
| Blackburn Rovers                                   | Herby Arthur – Richard Turner, Fergus Suter – Joseph Heys, Hugh McIntyre, Jimmy Forrest – Joe Sowerbutts, Thomas Strahan, Jimmy Douglas, Jimmy Brown, Howard Fecitt Cheftrainer: Thomas Mitchell | Bob Roberts – Harry Bell, Harry Green – Ezra Horton, Charlie Perry, George Timmins – George Woodhall, Tommy Green, Jem Bayliss, Arthur Loach, George Bell                         | West Bromwich Albion |
| Finale                                             | | |                      |
| Samstag, 3. April 1886 in London (Kennington Oval) | | |                      |
| Ergebnis: 0:0                                      | | |                      |
| Zuschauer: 17.000                                  | | |                      |
| Schiedsrichter: Major Francis Marindin             | | |                      |
| Spielbericht                                       | | |                      |

| Blackburn Rovers                                     | Blackburn Rovers | West Bromwich Albion | West Bromwich Albion |
| ---------------------------------------------------- | --- | --- | -------------------- |
| Blackburn Rovers                                     | \| Finale \| \| Samstag, 10. April 1886 in Derby (Racecourse Ground) \| \| Ergebnis: 2:0 (1:0) \| \| Zuschauer: 17.000 \| \| Schiedsrichter: Major Francis Marindin \| \| Spielbericht \|       | \| Finale \| \| Samstag, 10. April 1886 in Derby (Racecourse Ground) \| \| Ergebnis: 2:0 (1:0) \| \| Zuschauer: 17.000 \| \| Schiedsrichter: Major Francis Marindin \| \| Spielbericht \| | West Bromwich Albion |
| Blackburn Rovers                                     | Herby Arthur – Richard Turner, Fergus Suter – Nat Walton, Hugh McIntyre, Jimmy Forrest – Joe Sowerbutts, Thomas Strahan, Jimmy Douglas, Jimmy Brown, Howard Fecitt Cheftrainer: Thomas Mitchell | Bob Roberts – Harry Bell, Harry Green – Ezra Horton, Charlie Perry, George Timmins – George Woodhall, Tommy Green, Jem Bayliss, Arthur Loach, George Bell                                 | West Bromwich Albion |
| Blackburn Rovers                                     | 1:0 Joe Sowerbutts (26.) 2:0 Jimmy Brown (2. HZ) | | West Bromwich Albion |
| Finale                                               | | |                      |
| Samstag, 10. April 1886 in Derby (Racecourse Ground) | | |                      |
| Ergebnis: 2:0 (1:0)                                  | | |                      |
| Zuschauer: 17.000                                    | | |                      |
| Schiedsrichter: Major Francis Marindin               | | |                      |
| Spielbericht                                         | | |                      |